# 辻村寿三郎
辻村 寿三郎（つじむら じゅさぶろう）1933年〈昭和8年〉11月11日 - 2023年〈令和5年〉2月5日）は、日本の人形作家、人形操作師。アートディレクター。旧名は辻村ジュサブロー。　

## 年譜
- 1933年　旧満洲国錦州省生まれ。少年時代を中国大陸で過ごす。育った料亭で芸者の着物や端切れに親しみ、物心ついたときには割り箸で人形を作っていた。
- 1944年　11歳で日本に引き揚げ。広島市内の楠木町(現西区楠木町)に1年ほど住む。
- 1945年　原爆投下の3ヶ月前に母の郷里で中国山地の山間の町、広島県三次市に越す。楠木町は爆心地から2キロほどの地点にあったため、あのまま広島市内に居たらこの世にいなかったかも知れないとのちに語っている。
- 戦後 三次中学（現三次市立三次中学校）卒業。裁縫士になるべく洋服屋に奉公するが長続きしなかった。演劇サークルに所属する傍ら、近所の劇場で看板書き、舞台装置、役者のかつら造りなどをする。
- 1954年　母の死をきっかけに広島に来演した前進座の河原崎国太郎を頼り役者を志して上京。劇団人形座に研究生として入団。その後河原崎の紹介で小道具制作の藤浪小道具に就職
- 1959年　26歳で独立、幼い頃よりの趣味であった創作人形を一生の仕事と決意
- 1961年　第13回現代人形美術展で『八百屋お七』『ヘラクレス』が入選。以後、同展で特選・佳作となるなど人形作家としての地位を確立
- 1963年　NHK『みんなのうた』にアニメーション用人形、『ブーフーウー』のためのぬいぐるみを制作。
- 1967年　寺山修司脚本、宇野亜喜良美術の『人魚姫』で人形制作。
- 1968年　浜いさを、佐藤三郎、川本喜八郎らと人形作家グループ『グラップ』を結成。
- 1973年　NHK『新八犬伝』で人形美術を担当、300体もの人形を作り、一躍人気作家となる
- 1975年　NHK『真田十勇士』の人形美術を担当。モービル児童文化賞受賞
- 1976年　ゴールデン・アロー賞受賞
- 1977年　芸術選奨文部大臣新人賞、日本舞台テレビ美術家協会賞受賞
- 1978年　蜷川幸雄演出、平幹二朗主演『王女メディア』（日生劇場）アートディレクター担当
- 1979年　蜷川幸雄演出、秋元松代脚本『近松心中物語』のアートディレクターを担当。人形出遣いとしても出演。
- 1980年　芸術祭優秀賞、民族衣裳文化普及協会きもの文化賞受賞。『NINAGAWAマクベス』(日生劇場)のアートディレクターを担当
- 1981年　映画『魔界転生』の宣伝美術と衣装デザイン担当。坂東玉三郎と『二人椀久』で共演。
- 1984年　日本文化デザイン賞受賞
- 1985年　菊田一夫演劇賞特別賞受賞
- 1986年　『オイディプス王』（築地本願寺）、アートディレクター担当。朝日放送制作のドラマ『必殺仕事人V・激闘編』第12話「頼み人は津軽のあやつり人形」（1986年2月14日放送）に人形遣の喜太郎役で、自作の人形とともにゲスト出演
- 1989年　黒沢清監督『スウィートホーム』で特別衣裳製作。平幹二朗・太地喜和子主演『藤のおもかげ・藤十郎の恋』衣裳デザイン担当。宝塚歌劇団・星組公演の衣裳デザイン担当。
- 1990年　TBS系時代劇『浮浪雲』（ビートたけし主演）の衣装デザイナー担当
- 1996年　東京日本橋人形町に長年の夢だった自身の人形館（ジュサブロー館）を開館
- 2000年　それまでの「ジュサブロー」表記から本名の「寿三郎」表記に変える。東寺灌頂院にて新作・人形仏『大日縁起』を発表。都はるみロングロングコンサートの舞台衣裳デザイン担当。
- 2006年　怪主催「世界妖怪会議」にゲスト出演するため、故郷三次市に凱旋。また、福岡県行橋市で人形教室が開講（詳細は後述）。
- 2011年　東儀秀樹新春公演にゲスト出演。
- 2013年　三次市に辻村寿三郎人形館が開館。
- 2014年　三次市芸術文化栄誉賞
- 2015年　市村正親・田中裕子主演『NINAGAWAマクベス』の衣裳を担当。
- 2016年　市川猿之助・宮沢りえ出演『元禄港歌ー千年の恋の森ー』の衣裳を担当。
- 2023年　2月5日、心不全のため広島県三次市内の病院で死去[1][2]。89歳没

## 人物
その異才ぶりを遺憾なく発揮し、数々の創作人形の発表、人形芝居の上演、舞台衣裳デザインなど精力的な活動を行った。日本を代表する人形作家でありながら人形の世界にとどまらず、総合的なアーティストとして各方面より大きな注目を集めていた。また人形館（ジュサブロー館）では作品展示の他、アトリエを公開しファンとの交流を図っていた。人形町で唯一人の人形職人であった。
なお人形町にあったジュサブロー館は2015年9月12日をもって閉館。現在、作品は辻村寿三郎人形館に収蔵・展示されている。
文楽人形遣いの2代目桐竹紋十郎に人形制作のいろはを教わった。
2021年に弟子の川崎員奥(かわさき・かずお)が二代目辻村寿三郎を襲名。人形町にあったアトリエの雰囲気を再現した工房「木綿兎-もめんと-」(三次市)を拠点に活動している。

## 九州とのつながり
2005年、辻村が行橋市で行われたあるイベントに呼ばれた際、人形操作を披露。その様子に感動した人達の中にいた地元の人形創作グループから指導を依頼される。辻村はつい、「呼ばれれば指導に行くよ」と発言してしまった。結果、行橋市では2006年から辻村が講師を務める人形教室が開講した。これは全国初の試みであり、わざわざ遠方から学びにくる人もいるという。
辻村は2006年10月にNHK北九州放送局で放送された『なんしよ〜ん!?北九州』の「亜紀的茶館」コーナーにゲストとして出演、ギャグを交えた独特の話法で人形の世界、上記のことにまつわるエピソードを語ったほか、人形操作の技も披露した。また、局のキャラクターである“北九さん”に人形作家の視点からの分析を求められた。
2014年 同じ九州出身である漫画家、尾田栄一郎と漫画「ONE PIECE」の画集「COLOR WALK6『GORILLA』」で対談。主人公とその仲間たちの人形を製作した。

## 著書・作品写真集など
- 『辻村ジュサブロー作品集「新八犬伝」』日本放送出版協会、1974
- 写真:牧直視『辻村ジュサブロー人形作品集』文化出版局、1976年5月25日。
- 高木素生 写真『辻村ジュサブロー作品集「真田十勇士」』日本放送出版協会、1977年3月20日。
- 高木素生 写真『辻村ジュサブロー万華鏡花』美術出版社、1980年6月30日。
- 『人形曼陀羅 自伝随想』求竜堂　1980　のち中公文庫、日本図書センター「人間の記録」
- 『吉原 失なわれた「文化」を求めて 辻村ジュサブローの世界』監修　八重洲企画　1981
- 『兎夢』美術出版社　1987
- 『ジュサブロー満漢全飾』美術出版社　1988
- 『ジュサブロー : Jusaburo Tsujimura』同朋舎出版　1994
- 『寿三郎と作る小さな人形たち』日本放送出版協会　1999
- 『寿三郎の愛しいぬいぐるみ メルヘンの世界』日本放送出版協会　2005

## 出演
- 一点中継・つくる「人形作家 辻村ジュサブロー」（1988年、NHK）[7]